# Charlotte Austin
Charlotte Austin (tiếng Thái: ชาล็อตออสติน, sinh ngày 21 tháng 12 năm 1998), còn có nghệ danh là Charlotte Austin là một Á hậu, người mẫu và diễn viên người Thái lai Anh. Cô được biết đến là Á hậu 5 Hoa hậu Hòa bình Thái Lan 2022  và càng nổi tiếng hơn từ vai diễn Cherine trong phim Show Me Love.

## Tiểu sử
Charlotte Austin sinh ngày 21 tháng 12 năm 1998 tại Phuket, Thái Lan.Bố Mẹ cô đã ly hôn và Bố cô đã có vợ mới. Bố cô là người gốc Anh, từng là quân nhân đóng quân ở Thái, sau đó chuyển sang nghề giáo viên dạy tiếng Anh ở truờng học. Mẹ cô là người Thái, sinh cô ra khi còn rất trẻ nhưng sau này gửi cô cho bà ngoại chăm sóc để đi làm ăn xa. Hiện tại mẹ cô vẫn đi làm ở nuớc ngoài, thình thoảng về Thái Lan thăm cô. Cô có 3 người anh trai cùng cha khác mẹ và cùng mẹ khác cha.
Trước khi thi Miss Grand, Charlotte Austin từng làm người mẫu tự do ở Phuket để trả tiền học phí, Cô từng làm phục vụ ở khu du lịch, những quán ăn ở Phuket. Cô được nuôi dạy tự lập từ nhỏ, không nhờ vả sự giúp đỡ của gia đình.
Hiện tại cô đang sống một mình, hàng xóm là Nampetch - thí sinh Miss Grand Thái Lan 2022, và cô có nguời bạn thân 15 năm là Marima - Á hậu 4 Miss Grand Thái Lan 2022
Năm 2022, cô Tốt nghiệp cử nhân tại Đạị Học Prine of Songhla - Cơ sở Phuket khoa Khách sạn và Du lịch, quản lý Du lịch

## Sự nghiệp
Năm 2022, cô đăng kí tham gia Miss Grand Phuket và đạt Á hậu 1 Miss Grand Phuket. Sau vài ngày cô quyết định thi tiếp cuộc thi Miss Grand Chumphon và giành hạng 1, đại diện tỉnh Chumphon tham dự cuộc thi Miss Grand Thái Lan 2022. Với sự nỗ lực và quyết tâm, cô chính thức trở thành  Á hậu 5 Hoa hậu Hòa bình Thái Lan 2022 và là đại diện tuyệt vời của tổ chức này cho đến ngày nay.  Đến ngày nay cô là một trong những cổ đông chính của công ty.
Năm 2023, Charlotte chuyển hướng sang diễn xuất khi ra mắt cùng Engfa Waraha trong phim "Show Me Love - The Series" của GrandTV, do Thanamin Wongskulfat và Bandit Sintanaparadee đạo diễn. Bộ phim truyền hình lãng mạn này đã thu hút được sự chú ý, giúp tăng thêm sự nổi tiếng của Charlotte trong ngành giải trí.
Dự án truyền hình thứ hai của Charlotte, bản làm lại của bộ phim kinh điển Thái Lan "Mon Rak Luk Thung" trong đó cô vào vai nữ chính, đóng chung với nam diễn viên Mew Suppasit, ra mắt vào tháng 1 năm 2024.
Charlotte cũng đã đóng vai chính trong một số video ca nhạc với tư cách là nhân vật có một chuyện  lãng mạn.

## Danh sách các bộ phim tham gia

### Series
| NNăm | Tựa đề              | Vai       | Vai trò  |
| ---- | ------------------- | --------- | -------- |
| 2023 | "Show Me Love"      | Sherene   | Nữ chính |
| 2024 | "Mon Rak Luk Thung" | Thongkwao | Nữ chính |
| 2024 | "Love Bully"        | Irene     | Nữ chính |
| 2024 | "The Petrichor"     | Cherran   | Nữ chính |

## Tác phẩm âm nhạc

### Nhạc phim
| Năm  | Tựa đề                               | Ca sĩ                           | Ghi chú            | Tham khảo |
| ---- | ------------------------------------ | ------------------------------- | ------------------ | --------- |
| 2023 | อยากให้รู้ว่ารักเธอ (When I Fall In Love) | Charlotte Austin & Engfa Waraha | Show Me Love OST   | [ 12 ]    |
| 2023 | มาตามสัญญา                            | Charlotte Austin & Mew Suppasit | มนต์รักลูกทุ่ง ๒๕๖๗ OST | [ 13 ]    |
| 2023 | รักเธอที่สุด                             | Charlotte Austin                | มนต์รักลูกทุ่ง ๒๕๖๗ OST | [ 14 ]    |

### Video ca nhạc
| Năm  | Tựa đề        | Ca sĩ                | Tham khảo |
| ---- | ------------- | -------------------- | --------- |
| 2023 | เขาคือมีใหม่ไวแท้ | Ning Eileen          | [ 15 ]    |
| 2023 | ชาย           | Ble Patumrach R Siam | [ 16 ]    |

## Buổi biểu diễn trực tiếp

### Concert
| Năm  | Thời gian        | Tên                                                | Quốc gia / Khu vực | Địa điểm                         |
| ---- | ---------------- | -------------------------------------------------- | ------------------ | -------------------------------- |
| 2023 | Ngày 20 tháng 5  | The Grand Concert Engfa x Charlotte in USA         | Hoa Kỳ             | Zapverr Thai Restaurant & Rounge |
| 2023 | Ngày 23 tháng 5  | The Grand Concert Engfa x Charlotte in USA         | Hoa Kỳ             | Mayan Night Club                 |
| 2023 | Ngày 25 tháng 5  | The Grand Concert Engfa x Charlotte in USA         | Hoa Kỳ             | Stones Gambling Hall             |
| 2023 | Ngày 29 tháng 5  | The Grand Concert Engfa x Charlotte in USA         | Hoa Kỳ             | Holiday Inn                      |
| 2023 | Ngày 17 tháng 6  | The Grand Concert คู่ใครคู่มันส์                         | Thái Lan           | MGI Hall                         |
| 2023 | Ngày 20 tháng 8  | The Grand Concert Engfa Mahachon 2                 | Thái Lan           | MGI Hall                         |
| 2023 | Ngày 28 tháng 10 | The Grand Concert Engfa Live in Vietnam            | Việt Nam           | Phú Thọ Indoor Stadium           |
| 2023 | Ngày 26 tháng 11 | The Grand Concert Engfa Live in Philippines        | Philippines        | Newport World Resorts            |
| 2023 | Ngày 2 tháng 12  | The Grand Concert Engfa Live in Cambodia           | Campuchia          | Naba Theatre                     |
| 2024 | Ngày 20 tháng 3  | The Grand Concert Live in Phuket : Paradise Island | Thái Lan           | Saphan Hin Stadium               |

### Fan meeting
| Năm  | Thời gian       | Tên                       | Quốc gia / Khu vực | Địa điểm             |
| ---- | --------------- | ------------------------- | ------------------ | -------------------- |
| 2023 | Ngày 23 tháng 7 | Englot Fan Meet in Manila | Philippines        | New Frontier Theater |